# Ронні Ліхтман
Ронні Сью Ліхтман (народилася 10 лютого 1950) — американська акушерка, педагог, письменниця та захисниця здоров’я жінок. Вона має багато публікацій як для непрофесійної, так і для професійної аудиторії.Очолюючи освітню програму акушерства в медичному центрі Downstate University of New York (SUNY)  у Нью-Йорку, вона отримала ступінь доктора філософії, ступінь доктора соціально-медичних наук у Вищій школі мистецтв і наук Колумбійського університету, а також ступінь магістра з догляду за пологами зі спеціалізацією в акушерстві в Школі медсестер Колумбійського університету. Раніше вона керувала програмами акушерства в Колумбійському університеті та Університеті Стоуні-Брук.